# Jecklin Disk

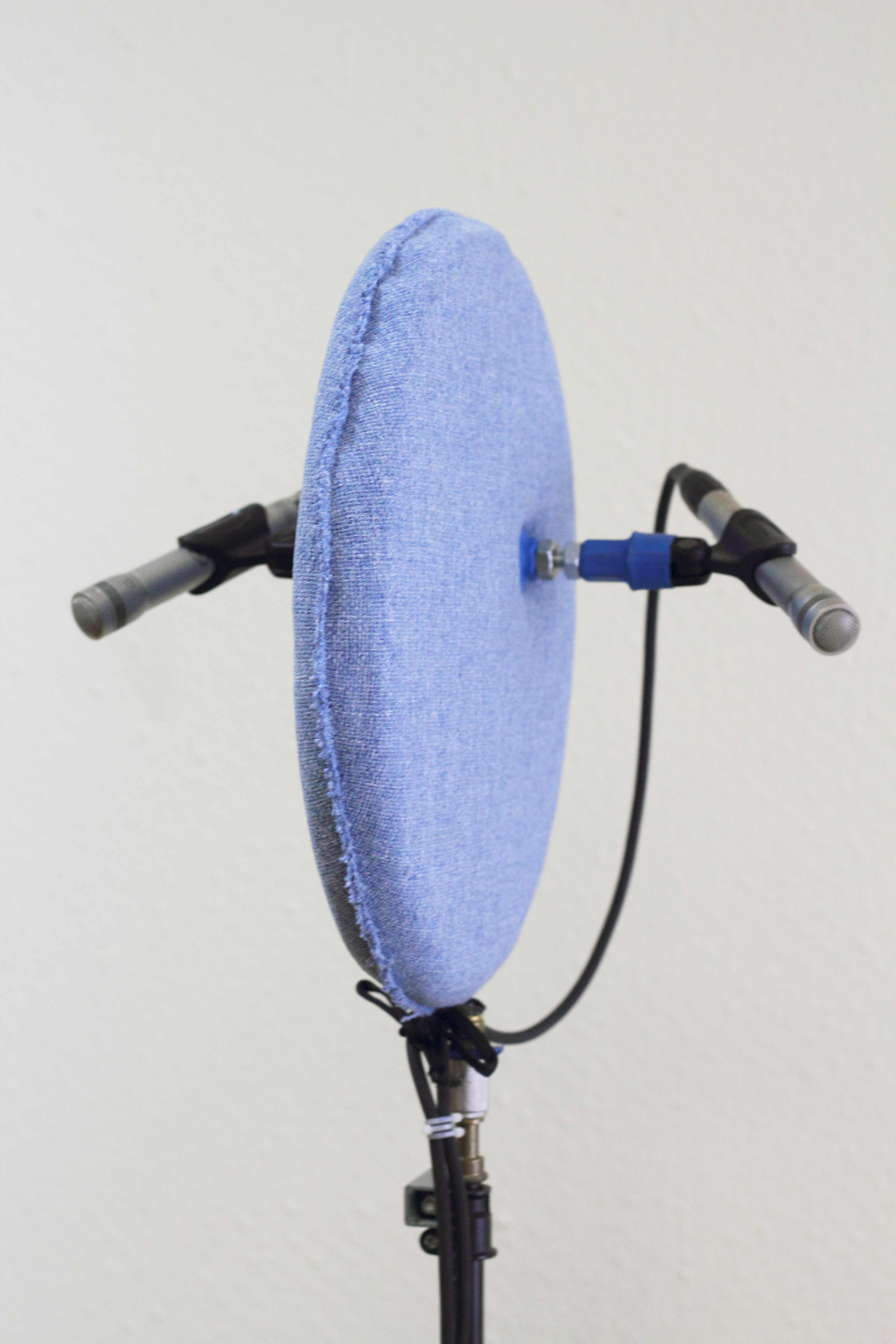
Disco Jecklin

El disco Jecklin es una barrera de absorción de sonido colocada entre dos micrófonos para crear una "sombra" acústica entre ellos. Las dos señales resultantes pueden llegar a producir un agradable efecto estéreo mediante audífonos y altoparlantes pero no suele resultar mono-compatible. La técnica del disco Jecklin casi siempre se practica con un par de micrófonos omnidireccionales de diafragma pequeño, aunque es posible usar micrófonos con diafragmas de tamaños mayores y patrones polares diferentes, lo cual resulta en efectos más sutiles.
Esta técnica fue inventada por Jürg Jecklin, el exjefe de sonido e ingeniero de audio de Swiss Radio, que impartía docencia en la Universidad de Música y Artes Escénicas de Viena. Se refirió a la técnica como una "Señal Estéreo Óptima" con las siglas OSS en Inglés.
La técnica es un refinamiento de la técnica microfónica estereofónica de bafles o deflectores, inicialmente descrita por  Alan Blumlein en 1931, en su patente de sonido binaural.
Al principio Jecklin usó un micrófono omnidireccional a cada lado de un disco de 30 cm (1 pie) de unos 2 cm (3/4") de grosor, que tenía una capa amortiguadora de espuma de plástico blando o lana vellón a cada lado. Las cápsulas de los micrófonos se colocaron por encima de la superficie del disco, justo en el centro, a 16,5 centímetros (6½ ") de distancia entre ellos y cada uno apuntaba 20 grados hacia fuera. Jecklin observó que los 16,5 cm (6½ ") de espaciado entre oídos y entre los micrófonos era demasiado estrecho. Con el tiempo, evolucionó la técnica hacia un disco de 35 cm (13¾") de diámetro y una distancia entre los micrófonos de 36 cm (14 3/16").
El efecto del disco como deflector acústico es recrear algunas de las variaciones de respuesta de frecuencia, tiempo y amplitud que experimentan los oyentes humanos, pero de tal forma que la grabación también logre una imagen estéreo útil reproducido a través de altavoces. A veces se conoce este fenómeno como "el efecto Jecklin". Hasta el momento no existe software que logre emular de manera convincente este efecto.
Hay múltiples variaciones de esta técnica, con "discos" de tamaños y formas variadas, todas funcionan hasta cierto punto ayudando a crear un registro con una "imagen" estéreo más creíble que un par espaciado de micrófonos, pero el tamaño de la barrera es crítico para la frecuencia más baja en la cual actúa. Una barrera demasiado pequeña dejará pasar frecuencias demasiado altas como para agregar sensaciones de profundidad en la zona del espectro en que la audición humana es más sensible.
En contraste, las grabaciones binaurales tradicionales hechas mediante una cabeza de maniquí o micrófonos en las orejas funcionan muy bien en audífonos, en especial si se combinan con corrección de HRTF, pero no son tan convincentes cuando se reproducen a través de altavoces.